# Blanco, cheval indompté
Pour les articles homonymes, voir Wild Horse Mesa.

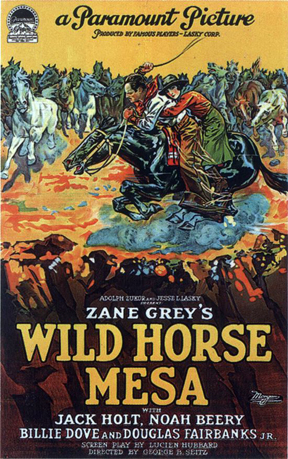
Affiche du film.

Blanco, cheval indompté (Wild Horse Mesa) est un western américain réalisé par George B. Seitz et sorti en 1925.

## Fiche technique
- Titre original : Wild Horse Mesa
- Réalisation : George B. Seitz
- Scénario : Lucien Hubbard d'après Wild Horse Mesa de Zane Grey[1].
- Producteurs : Adolph Zukor, Jesse Lasky
- Photographie : Bert Glennon
- Production : Famous Players–Lasky
- Distributeur : Paramount Pictures
- Durée : 95 minutes
- Dates de sortie :
  - États-Unis : 9 août 1925 (New York)
  - États-Unis : 14 septembre 1925

## Distribution
- Jack Holt : Chane Weymer
- Noah Beery Sr. : Bud McPherson
- Billie Dove : Sue Melberne

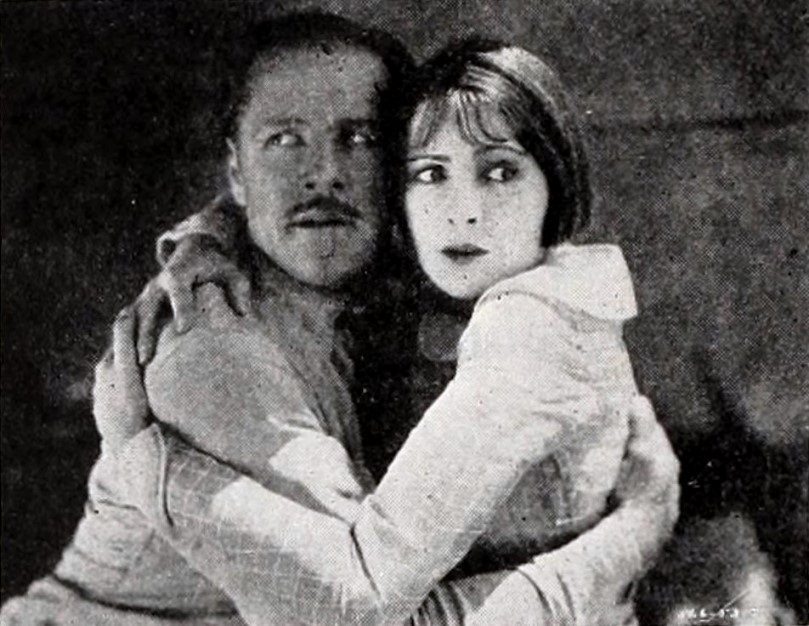
Jack Holt et Billie Dove.

- Douglas Fairbanks Jr. : Chess Weymer
- George Magrill : Bert Manerube
- George Irving : Lige Melberne
- Edith Yorke : Grandma Melberne
- Bernard Siegel : Toddy Nokin
- Margaret Morris : Sosie
- Gary Cooper : Cowboy (non crédité)
- Jim Corey : Jim Horn (non crédité)
- Eugene Pallette : Melberne Townsman (non crédité)
- Tom Tyler : Cowboy (non crédité)